# Detlev von Liliencron

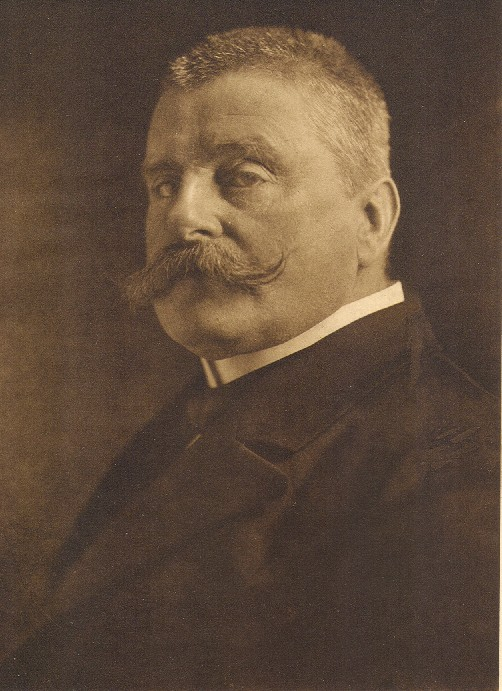
Detlev von Liliencron, 1905.

Detlev von Liliencron, właśc. baron Friedrich Adolf Axel Freiherr von Liliencron (ur. 3 czerwca 1844 r. w Kilonii, zm. 22 lipca 1909 r. w Alt-Rahlstedt – dzisiaj dzielnica Hamburga) – niemiecki poeta, prozaik i dramaturg.

## Zarys biograficzny
Urodzony w rodzinie szlacheckiej, syn duńskiego urzędnika celnego. Studiował w Erfurcie.
W mundurze pruskiego kawalerzysty walczył w wojnie duńskiej i francusko-pruskiej. Z wojska odszedł w randze kapitana.
Przez dwa lata podróżował po Ameryce, zarabiając na życie jako nauczyciel niemieckiego i gry na fortepianie. W 1879 rozstał się z żoną po roku małżeństwa, w 1899 ożenił się z chłopką.
Pierwszy zbiór wierszy opublikował w 1883, potem wydawał dramaty i nowele, ale dopiero tomik liryki Der Heidegänger und andere Gedichte przyniósł mu uznanie. Od 1901 otrzymywał pensję cesarza Wilhelma II za zasługi pisarskie. W 1909 uniwersytet w Kilonii przyznał mu doktorat honoris causa.

## Dzieła
Ważniejsze prace:

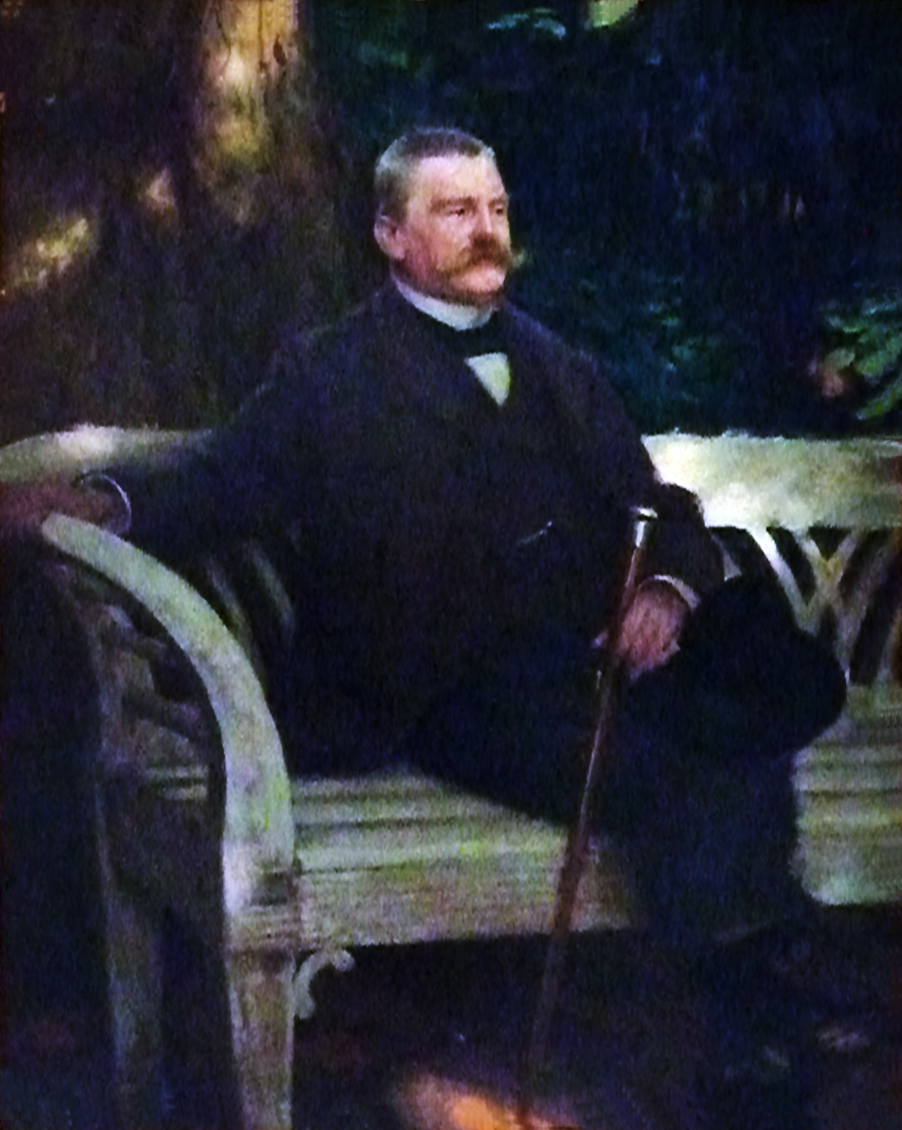
Detlev von Liliencron, obraz Hansa Olde, 1904.

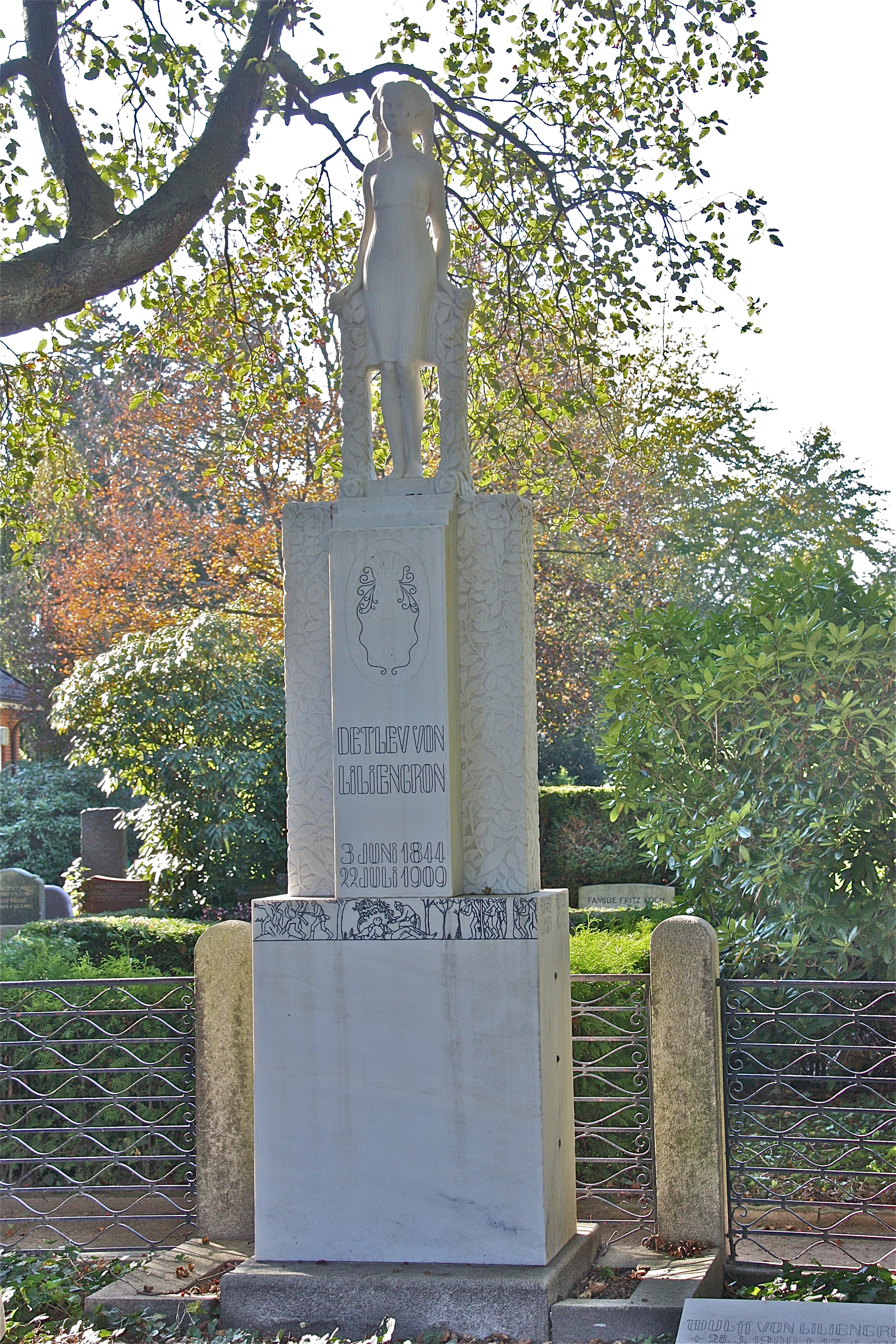
Nagrobek Detleva von Liliencrona na cmentarzu ewangelickim w Rahlstedt, Hamburg.

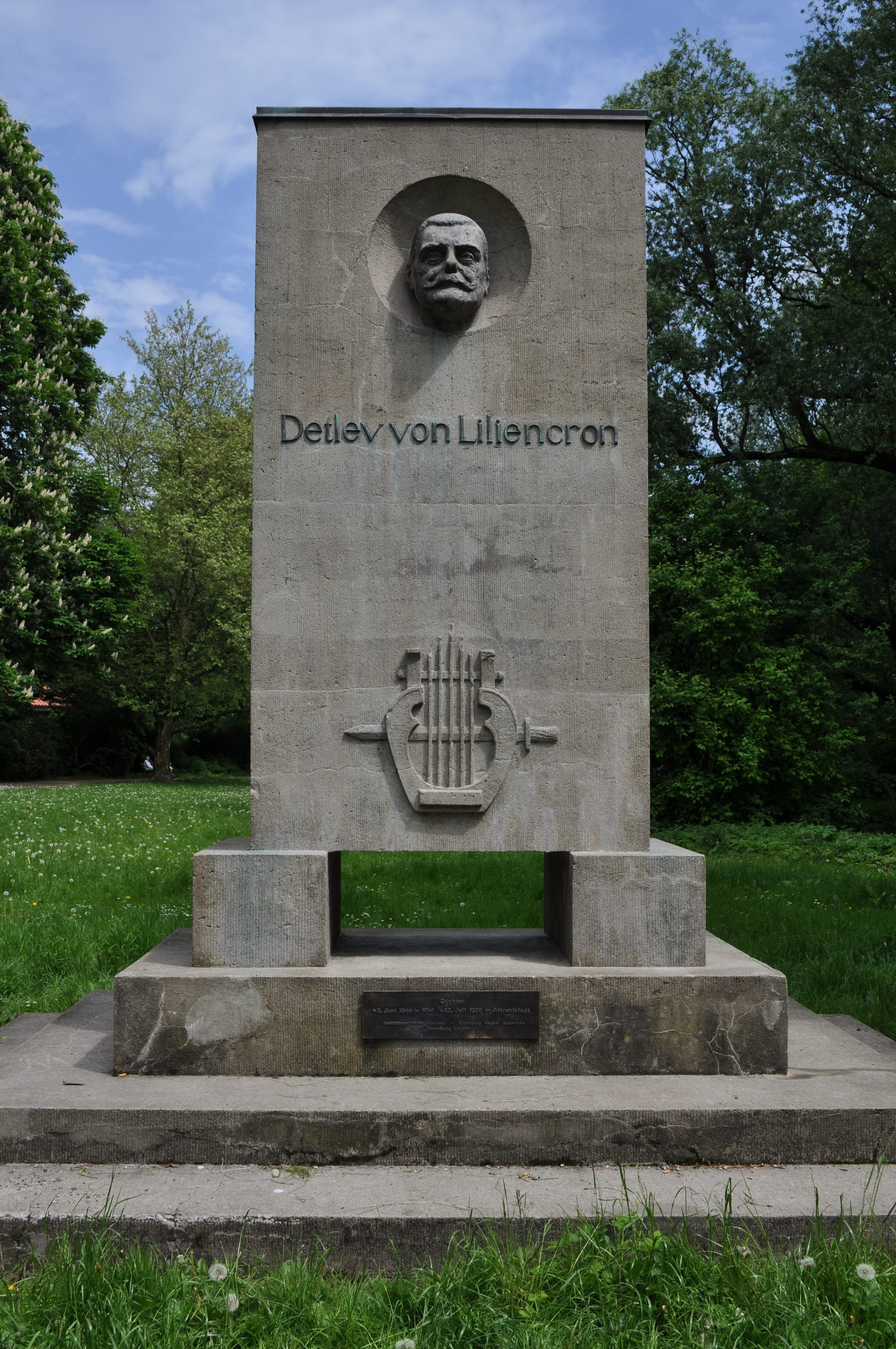
Pomnik poświęcony pisarzowi w Hamburgu, dzielnica Rahlstedt.

- Der Heidegänger und andere Gedichte (zbiór poezji)
- Poggfred (epopeja, 1896)
- Arbeit adelt (dramat, 1887)
- Pidder Lüng

Dramaty:
- Knut, der Herr, 1885
- Die Rantzow und die Pogwisch, 1886
- Arbeit adelt, 1887

Opowiadania:
- Unter flatternden Fahnen, 1888
- Der Mäcen (Erzählungen), 1889
- Krieg und Frieden, 1891

Epopeja:
- Poggfred, 1896

Wiersze:
- Adjudantenritte, 1883
- Der Haidegänger, 1890
- Neue Gedichte, 1893
- Nebel und Sonne, 1900
- Bunte Beute, 1903
- Gute Nacht, 1909

Nowele:
- Eine Sommerschlacht, 1886
- Kriegsnovellen, 1885
- Könige und Bauern, 1900
- Roggen und Weizen, 1900
- Aus Marsch und Geest, 1901
- Die Abenteuer des Majors Glöckchen, 1904
- Letzte Ernte, 1909

Powieści:
- Breide Hummelsbüttel, 1887
- Mit dem linken Ellenbogen, 1899

Tragedie:
- Der Trifels und Palermo, 1886
- Die Merowinger, 1888

Inne:
- Balladenchronik, 1906
- Leben und Lüge (Autobiographie), 1908

## Opracowania
- Matthias Mainholz (Hrsg.): Artist, Royalist, Anarchist. Bautz, Herzberg 1994
- Kornelia Küchmeister (Hrsg.): Detlev von Liliencron in seiner Zeit. Schleswig-Holsteinische Landesbibliothek, Kiel 1984
- Jean Royer (Hrsg.): Detlev von Liliencron und Theobald Nöthig. Bautz, Herzberg 1986 (Bände 1–2)
- Detlev von Liliencron: Ich bin ein Lebenskünstler. Gelesen von Rimbert Spielvogel. Schwanenverlag, Berkenthin 2001 (1 CD)
- Heinz Stolte: Detlev von Liliencron. Husumer Druck- und Verlagsgesellschaft, Husum 1980